# Bracigowo
Bracigowo (bułg. Брацигово) – miasto w Bułgarii, w obwodzie Pazardżik, siedziba gminy Bracigowo. W 2019 roku liczyło 3 658 mieszkańców.